# امیل-ژاک رولمان

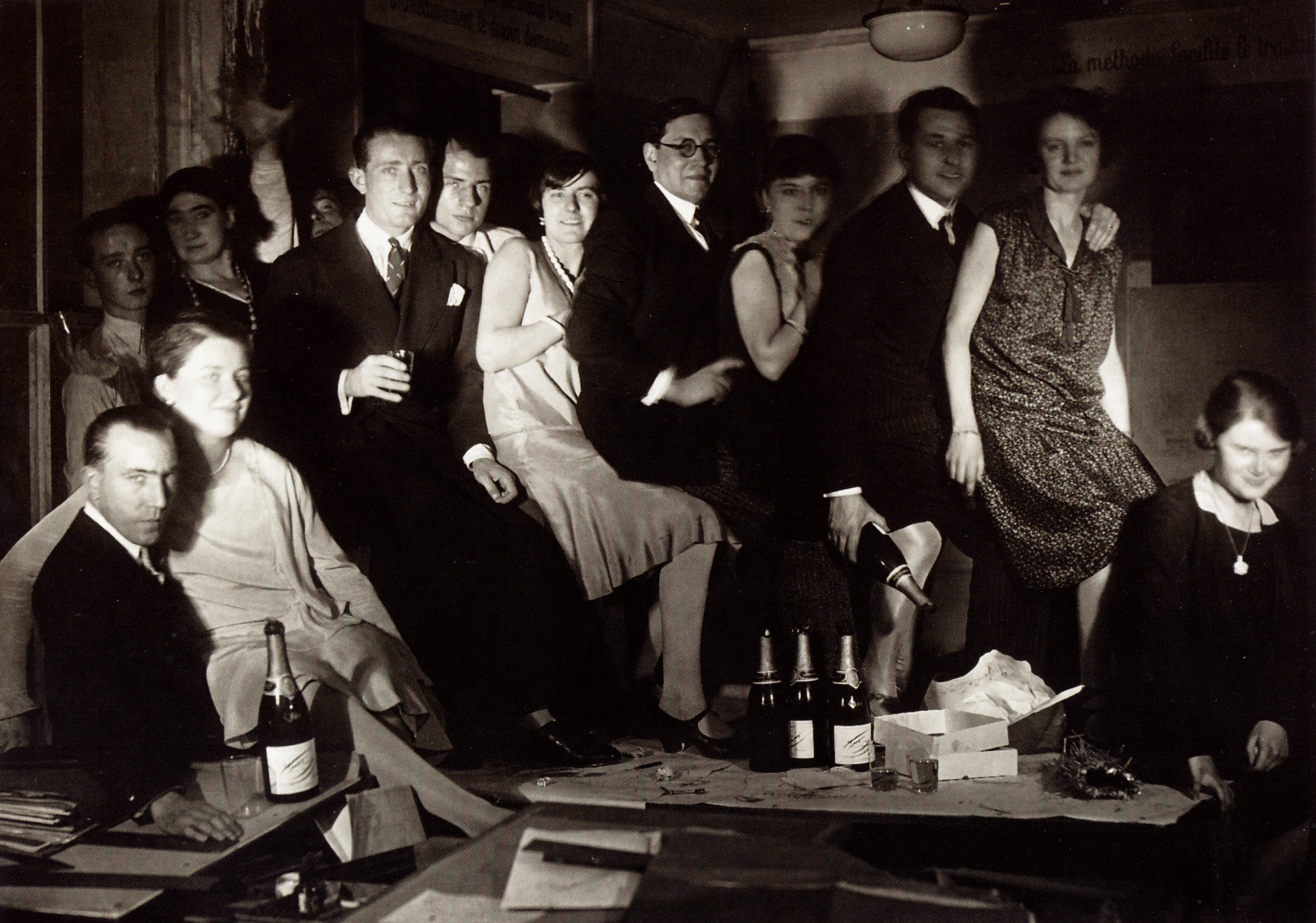
رولمان (در مرکز تصویر) با تیم طراحانش در شمارهٔ ۲۷، خیابان لیسبون در پاریس (حدود ۱۹۳۱ میلادی)

امیل-ژاک رولمان (به فرانسوی: Émile-Jacques Ruhlmann)؛ (زادۀ ۲۸ اوت ۱۸۷۹ میلادی – درگذشتۀ ۱۵ نوامبر ۱۹۳۳ میلادی)، (گاهی اوقات ژاک-امیل رولمان نامیده می‌شود)، طراح مبلمان و دکوراسیون داخلی اهل فرانسه بود، که یکی از مهم‌ترین چهره‌های جنبش آرت دکو بود. مبلمان او دارای طرح‌های شیک، مواد گران‌قیمت و عجیب و غریب و صنایع دستی بسیار خوب بود و به نمادی از تجمل و مدرنیتۀ آرت دکو تبدیل شد. همچنین واکنش طراحان و معماران دیگر مانند لو کوربوزیه را به همراه داشت که خواستار مبلمان ساده‌تر و کاربردی‌تر بودند.

## زندگی‌نامه

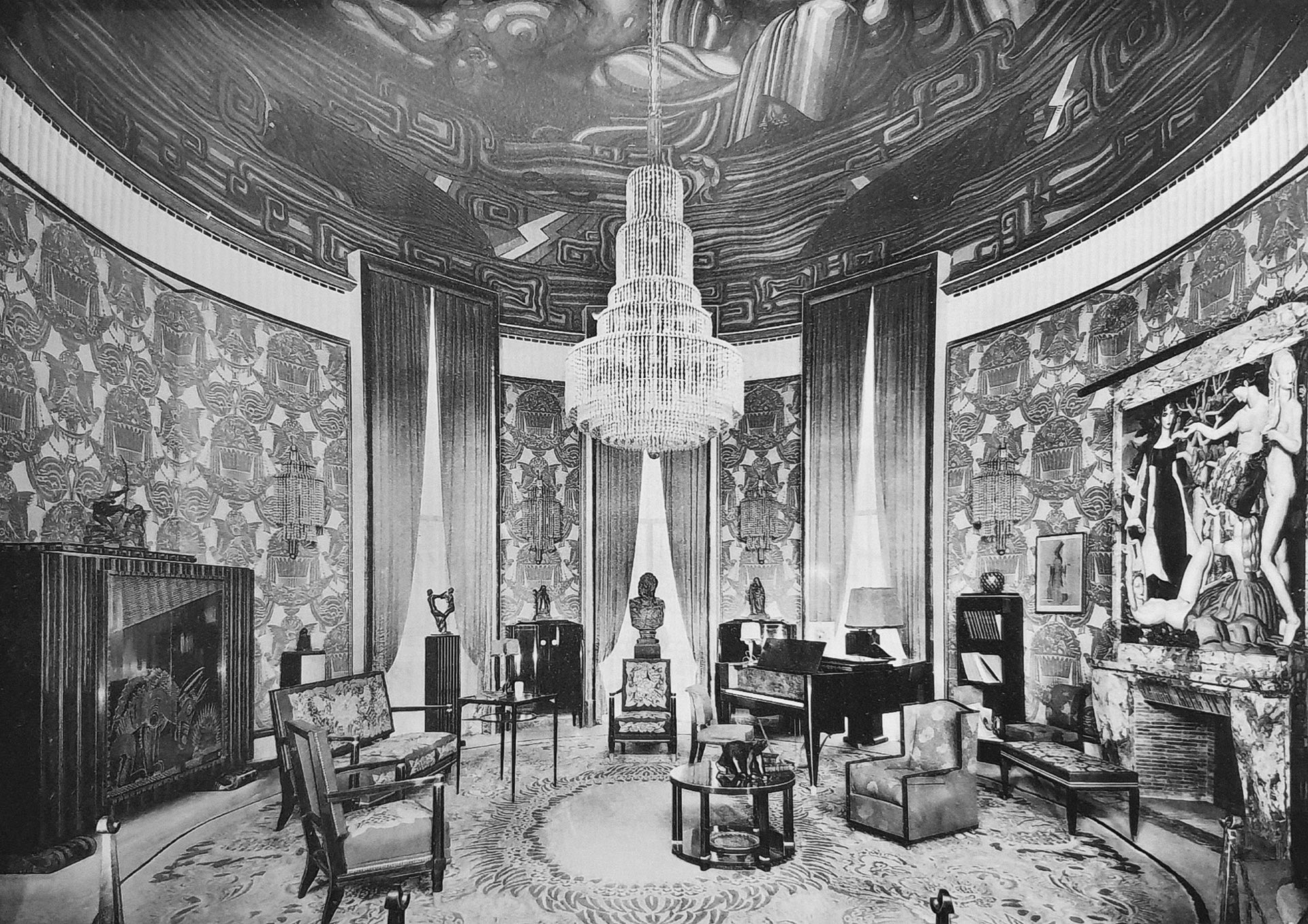
سالن هتل دو کلکسیونور (خانۀ یک کلکسیونر) از نمایشگاه بین‌المللی هنرهای تزئینی ۱۹۲۵ میلادی، مبله توسط رولمان، نقاشی اثر: ژان دوپاس، طراحی اثر: پیر پاتوت

او در پاریس متولد شد، جایی که پدرش، اصالتاً اهل آلزاس، تجارت موفقی در ساخت، نقاشی و کاغذ دیواری فضای داخلی خانه‌ها و آپارتمان‌ها ایجاد کرده بود. او این تجارت را در جوانی آموخت و در کنار نقاشان و نصابان کاغذ دیواری کار می‌کرد. هنگامی که پدرش در سال ۱۹۰۷ میلادی درگذشت، او کسب‌و‌کار خانوادگی را به دست گرفت و به زودی با پی‌یر لوران طراح، دفتر دومی به نام رولمان و لوران را افتتاح کرد که به طراحی و ساخت مبلمان فاخر پرداخت. کسب‌و‌کار اصلی ساخت‌و‌ساز در شمارهٔ ۱۰، خیابان مالویل واقع شده بود، در حالی که مبلمان در نمایشگاه‌های شمارهٔ ۲۷، خیابان لیسبون طراحی و به نمایش گذاشته می‌شد. سود حاصل از ساخت‌و‌ساز، رولمان را قادر ساخت تا مواد گران‌قیمت بخرد و بهترین صنعتگران را برای ساخت مبلمان خود استخدام کند.
اولین تجربۀ رولمان در طراحی مبلمان در سال ۱۹۱۰ میلادی زمانی رخ داد که او برای همسرش و اولین آپارتمانش، مبلمان طراحی کرد. در همان سال، رولمان طرح‌های خود را در دسترس عموم قرار داد. تا سال ۱۹۱۹ میلادی، رولمان به همراه پی‌یر لوران یک شرکت طراحی داخلی را تأسیس کرد. این شرکت در تخصص‌های مختلف طراحی داخلی از جمله کاغذ دیواری و مبلمان تخصص داشت.
طرح‌های اولیۀ او منعکس‌کننده تأثیرات آر نُوو و جنبش‌های هنر و صنایع دستی بود که در آن زمان در اروپا محبوبیت داشتند. آثار بعدی او را می‌توان به تأثیر شدید طراحی ونیزی در طول جنگ جهانی اول ردیابی کرد. اگرچه به نظر می‌رسید کارهای اولیۀ او تحت تأثیر جنبش هنر و صنایع دستی قرار گرفته بود، اما او به شدت از تحقیر خود نسبت به خود جنبش سخن می‌گفت. او اظهار داشت که گرایش‌های سبک و طراحی شروع شده و کاملاً توسط ثروتمندان هدایت می‌شود، زیرا آن‌ها کسانی بودند که می‌توانستند چنین اقلام مرسوم گران‌قیمتی را بخرند. به نظر می‌رسید که طرح‌های بعدی او برای این مشتریان مرفه از موادی مانند: آبنوس، چوب رز، و گاوزبان (گور برگ) که همه از سرتاسر جهان تهیه می‌شدند، پاسخگو باشند.
رولمن برای اثاثیه خود از چوب‌های کمیاب و گران‌قیمت مانند آبنوس و چوب رز، پوشش‌های پوست‌کوسه (نوعی پارچه یا تار-بافته که شبیه پوست کوسه است) و دسته‌ها و منبت‌های عاج استفاده کرد. فرم‌ها بسیار ساده و بدون خودنمایی بودند. ساخت یک تکه مبلمان ممکن است هشت ماه طول بکشد. اگرچه قطعات رولمن بسیار گران بودند، اما هزینهٔ ساخت آن‌ها بیشتر از آنچه رولمان برای آن‌ها پرداخت کرد. او اظهار داشت که ایمانش به آینده همان چیزی است که او را به ادامه ساخت مبلمان، حتی در شرایطی که برایش بدهی می‌آورد، ترغیب کرد. در سال‌های اولیه‌اش کار توسط کارگاه‌های مختلف مبلمان پاریس انجام می‌شد، اما در سال ۱۹۲۳ میلادی کارگاه خود را در خیابان اوسان در منطقهٔ ۱۵ افتتاح کرد، جایی که صنعتگران خود قطعات را می‌ساختند. آثار رولمان در نمایشگاه بین‌المللی هنرهای تزیینی و صنعتی مدرن پاریس در سال ۱۹۲۵ میلادی مورد توجه بین‌المللی قرار گرفت، رویدادی که نام «آرت دکو» را به خود اختصاص داد. او غرفۀ خود را داشت، هتل دو کلکسیونور (خانهٔ یک کلکسیونر)، با نمایش‌هایی در مقیاس کامل از مبلمان‌اش در محیط‌هایی با ذائقه‌های گوناگون.
غرفهٔ او در نمایشگاه ۱۹۲۵ میلادی مشتریان مشهوری را برای او به ارمغان آورد، از جمله خانواده‌های بانکی روشیلد و ورمز، اوژن شولر، مالکِ لورئال، سازندۀ هواپیما و خودرو گابریل وویسین، طراح مُد ژان پاکوین، نویسنده کولت و پاول ژرالدی، نمایشنامه‌نویس، که از او خواست تا صحنۀ نمایش‌هایش را طراحی کند.
او یک میز اصلی مخصوص دفتر آندره تاردیو، رئیس شورای دولتی فرانسه ساخت. این قطعۀ تاریخی با لاک سیاه رنگ‌آمیزی شده‌ است. او تصمیم گرفت برای خودش یک کپی از میز بسازد، از آبنوس از ماکاسار، که دارای یک لامپ چرخان و تکیه گاه‌های تلفن بود.
او قطعۀ دیگری را که به‌طور خاص طراحی شده بود، برای ژرژ-ماری هارد، مدیر شرکت خودروسازی سیتروئن، که چندین سفر اکتشافی مشهور را رهبری کرد، ساخت. این میز غلتان برای ارائه نقشه‌ها بود که او در چندین نسخه از چوب لاکی، بلوط، ماهون و نمدار (زیرفون) تهیه کرد.

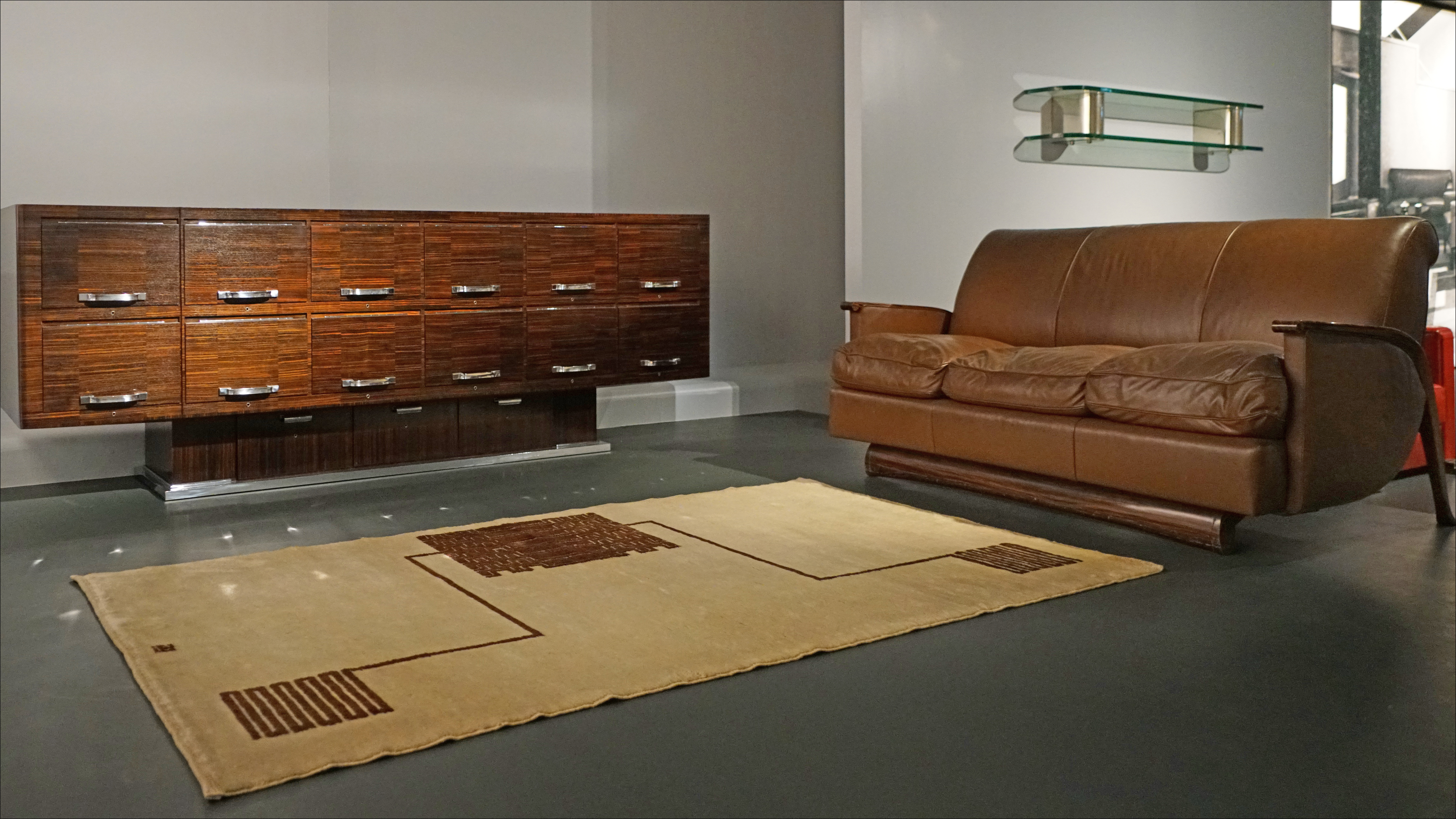
قطعات مبلمان از مانیک باغ، طراحی شده توسط: امیل-ژاک رولمان در سال ۱۹۳۲ میلادی

با آمدن رکود بزرگ در سال ۱۹۲۹ میلادی، و ورود سبک‌های مدرن‌تر، رولمان امتیازاتی برای سبک هندسی جدید داد. در سال ۱۹۳۲ میلادی او تعدادی قطعه برای کاخ مانیک باغ (باغ یاقوت) مهاراجه یاشوانت رائو هولکار دوم در ایالت ایندور طراحی کرد.
در سال ۱۹۳۳ میلادی متوجه شد که به یک بیماری کشنده مبتلا شده‌ است. او قبل از مرگ، بنای تدفین خود را طراحی کرد و حکم داد که شرکتش پس از مرگش منحل و تعطیل شود. او در ۱۵ نوامبر ۱۹۳۳ میلادی درگذشت.

## روند
دفتر رولمان در دههٔ ۱۹۲۰ میلادی، بیست و پنج معمار و طراح را استخدام کرد. همهٔ طرح‌های مبلمان از رولمان سرچشمه می‌گرفتند، کسی که همیشه یک دفترچهٔ طراحی داشت و همیشه مشاهده می‌کرد و طرح می‌کشید. هر قطعه با یک طراحی در مقیاس یک صدم اندازهٔ اصلی شروع می‌شد، که سپس به طراحی، در مقیاس یک دهم، و در نهایت به یک طراحی در مقیاس کامل که برای ساخت قطعۀ مبلمان استفاده می‌شد، اصلاح می‌شد. هنرمندان موظف بودند دقیقاً از ایده‌های اصلی استاد کپی کنند.

## نگارخانه

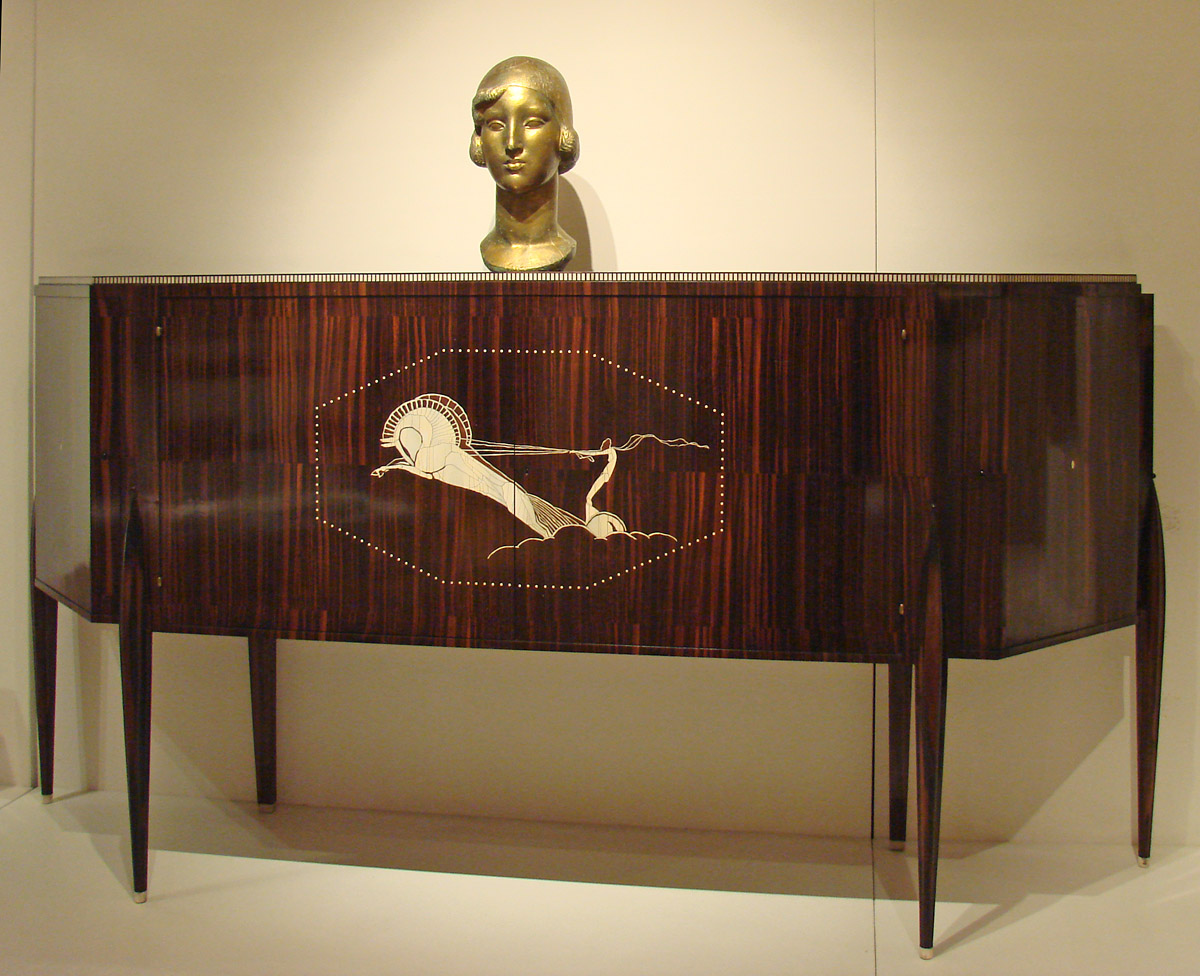
«صندوق ارابه»، (۱۹۲۲ میلادی)، آبنوس ماکاسار، تاج خروس، منبت کاری از عاج، موزهٔ دههٔ سی (بولون-بیلانکورت)
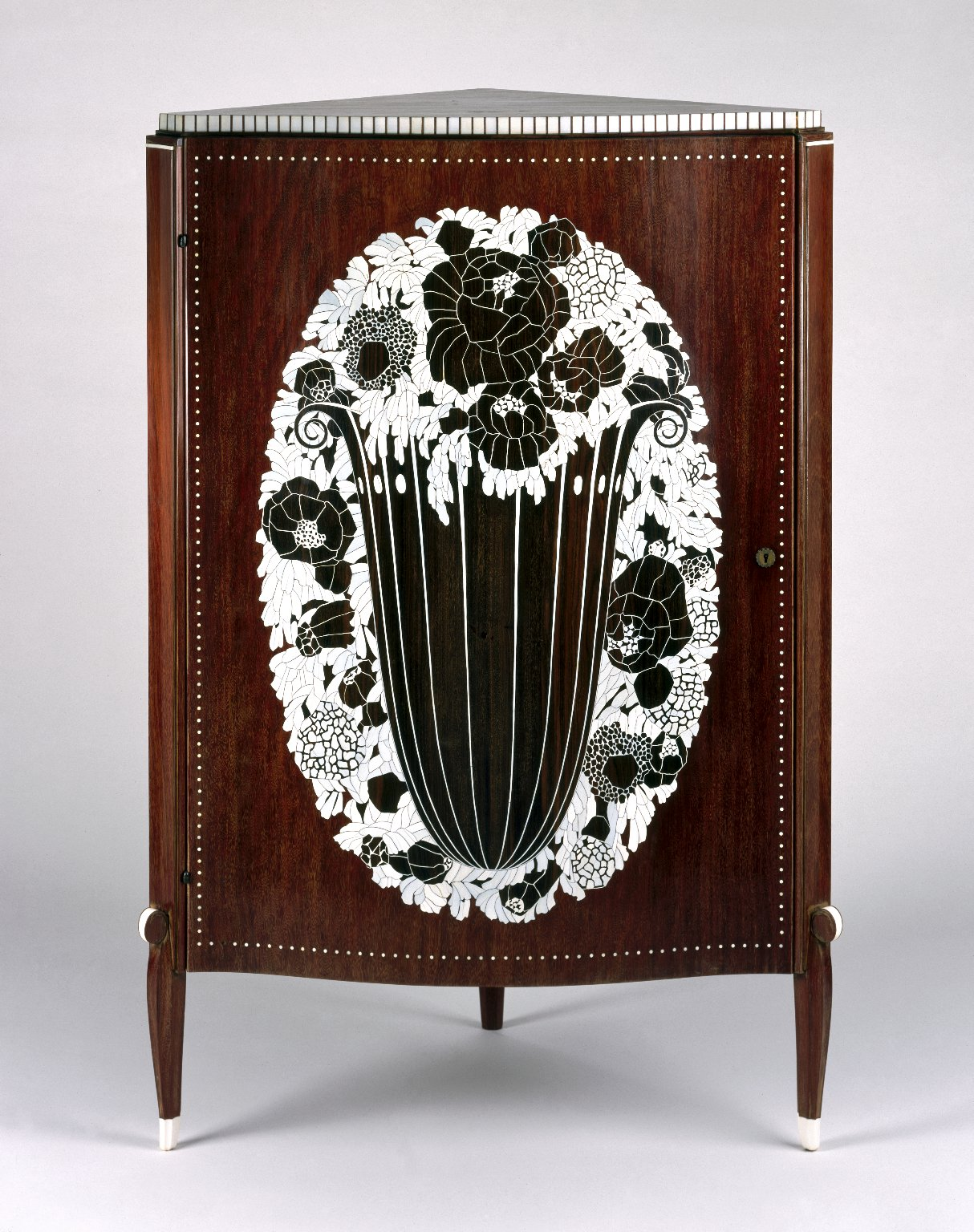
کابینت گوشه‌ای با روکش تاج خروس روی چوب ماهون، منبت عاج، (۱۹۲۳ میلادی)، (موزۀ بروکلین)
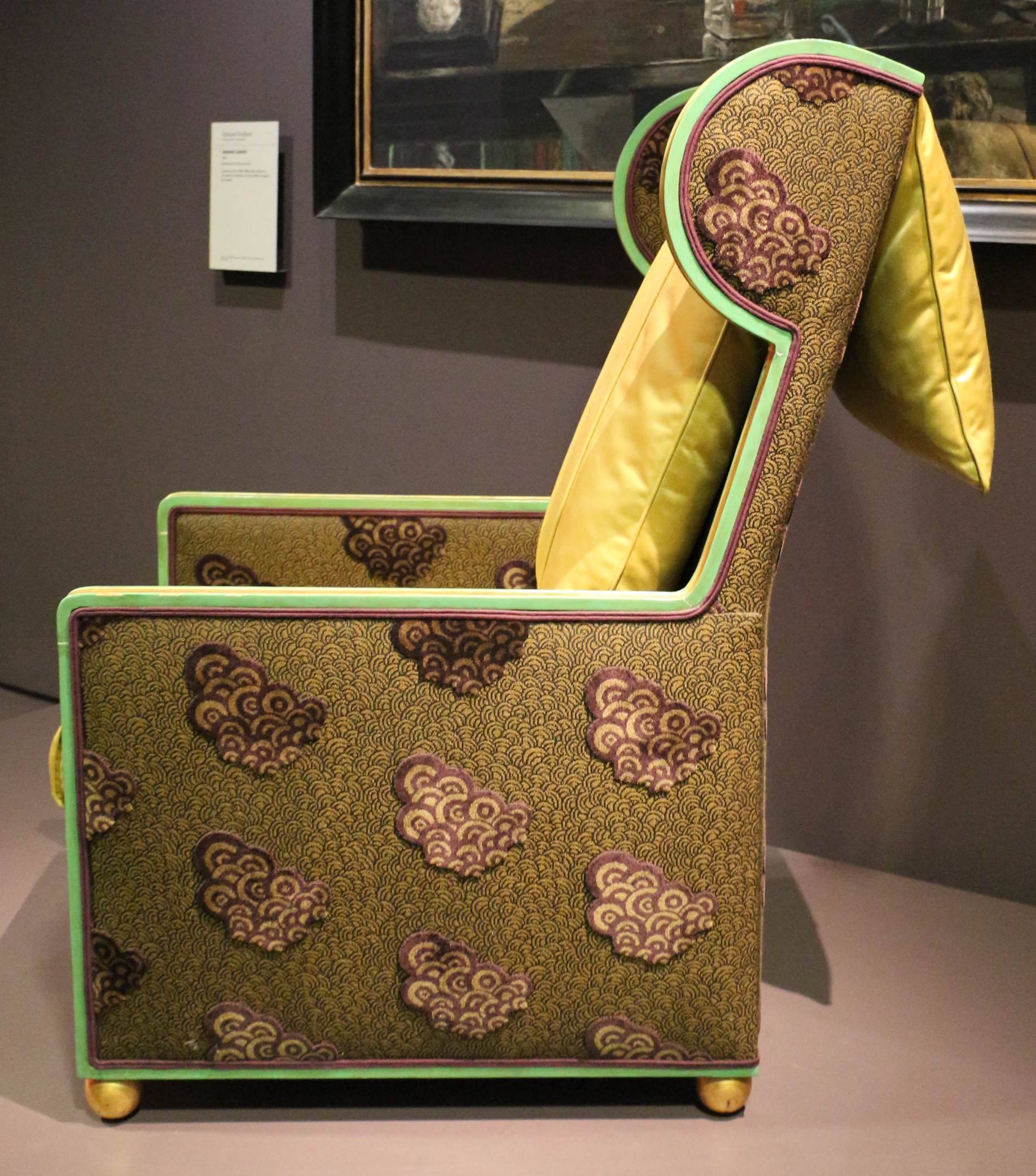
صندلی راحتی با پشت‌سری (۱۹۱۴ میلادی)، (موزۀ اورسی)
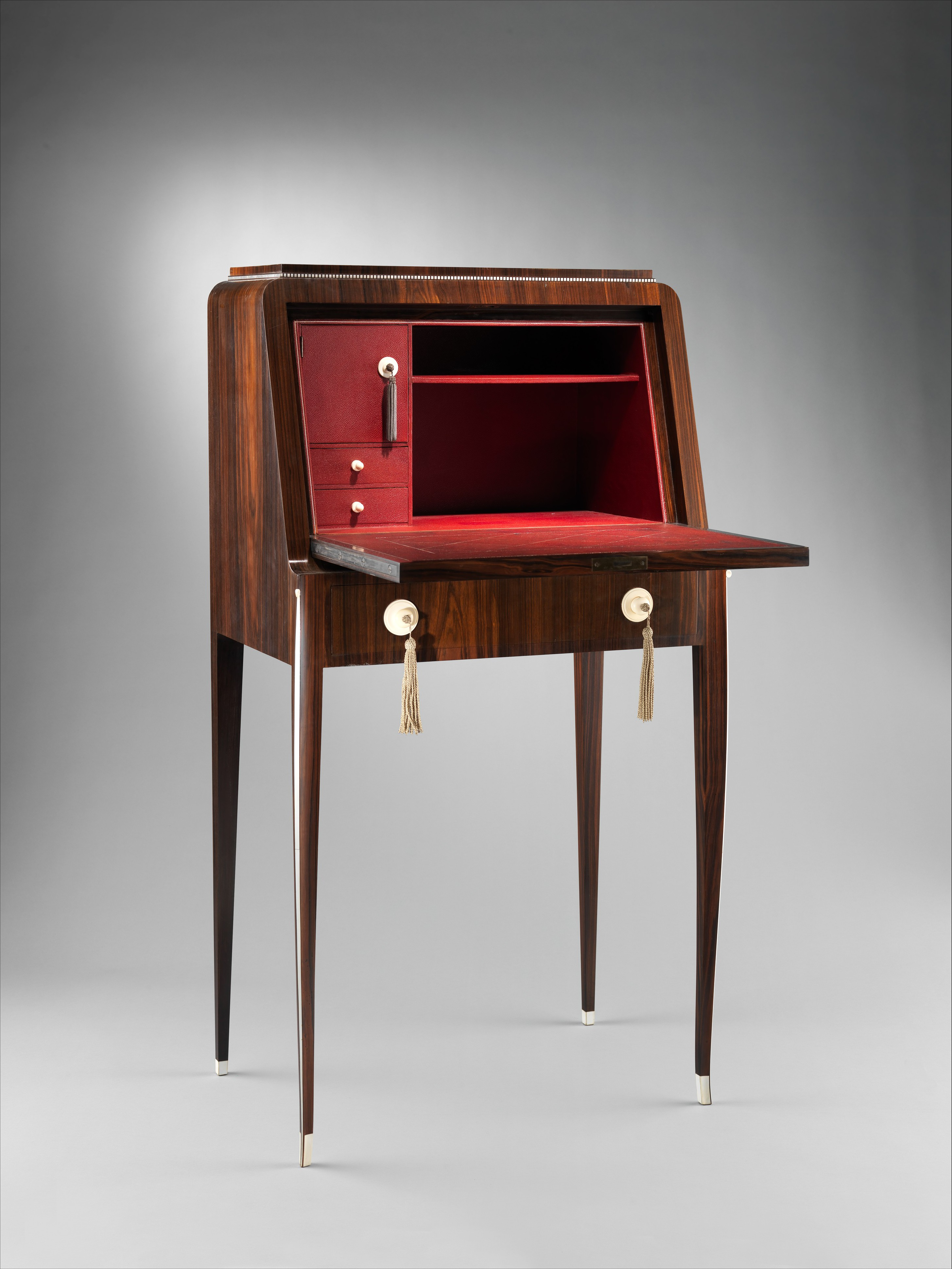
«میز بانوی تیباتانت»، آبنوس ماکاسار، عاج، چرم، ورق آلومینیوم، نقره، ابریشم، بلوط، تختهٔ چندلا با هستهٔ چوبی، صنوبر، ماهون (۱۹۲۳ میلادی)، (موزهٔ هنر متروپولیتن)
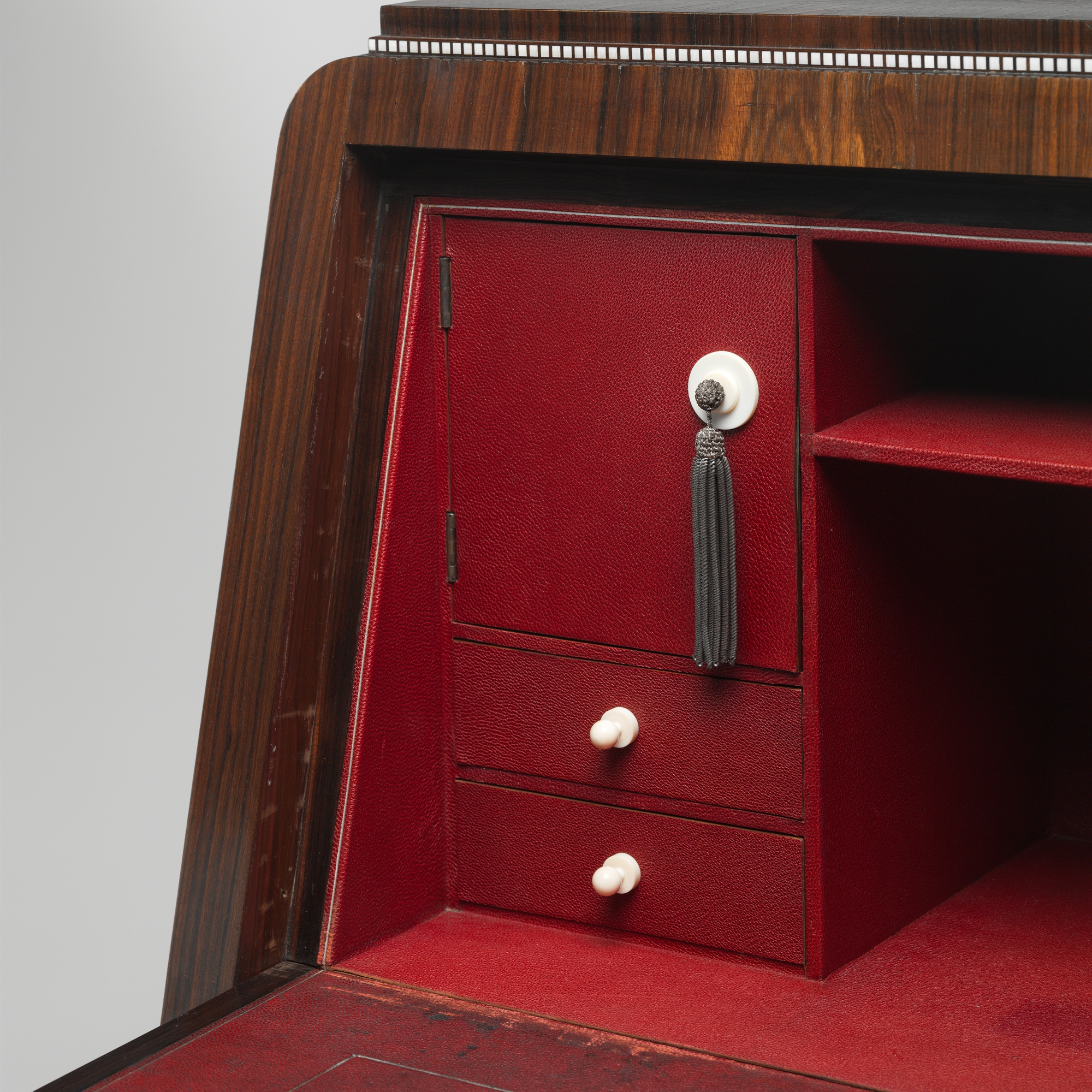
جزئیات «میز بانوی تیباتانت»، (۱۹۲۳ میلادی)
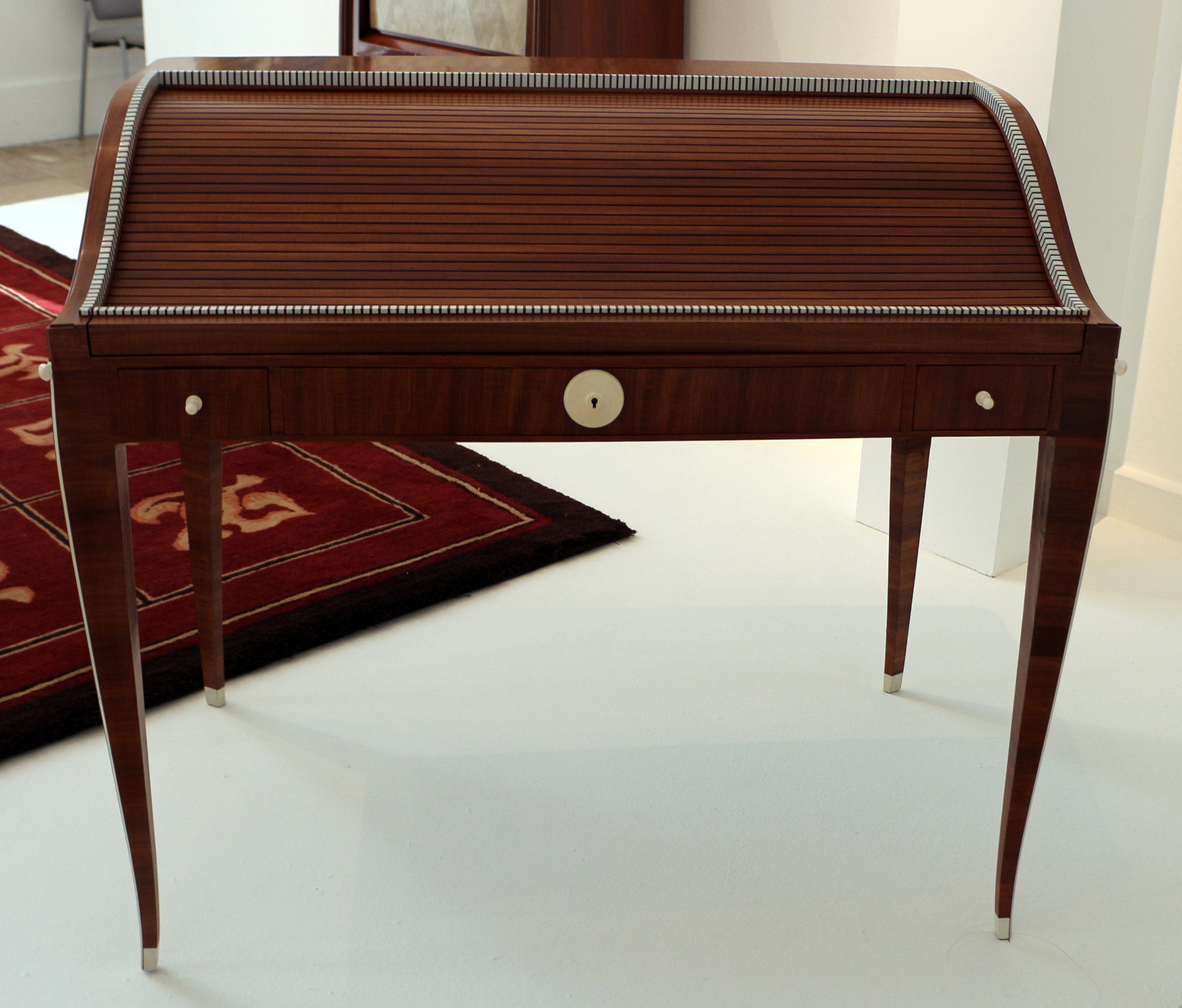
میز رولتاپ، (۱۹۲۶ میلادی)، (موزهٔ هنر مدرن شهر پاریس)
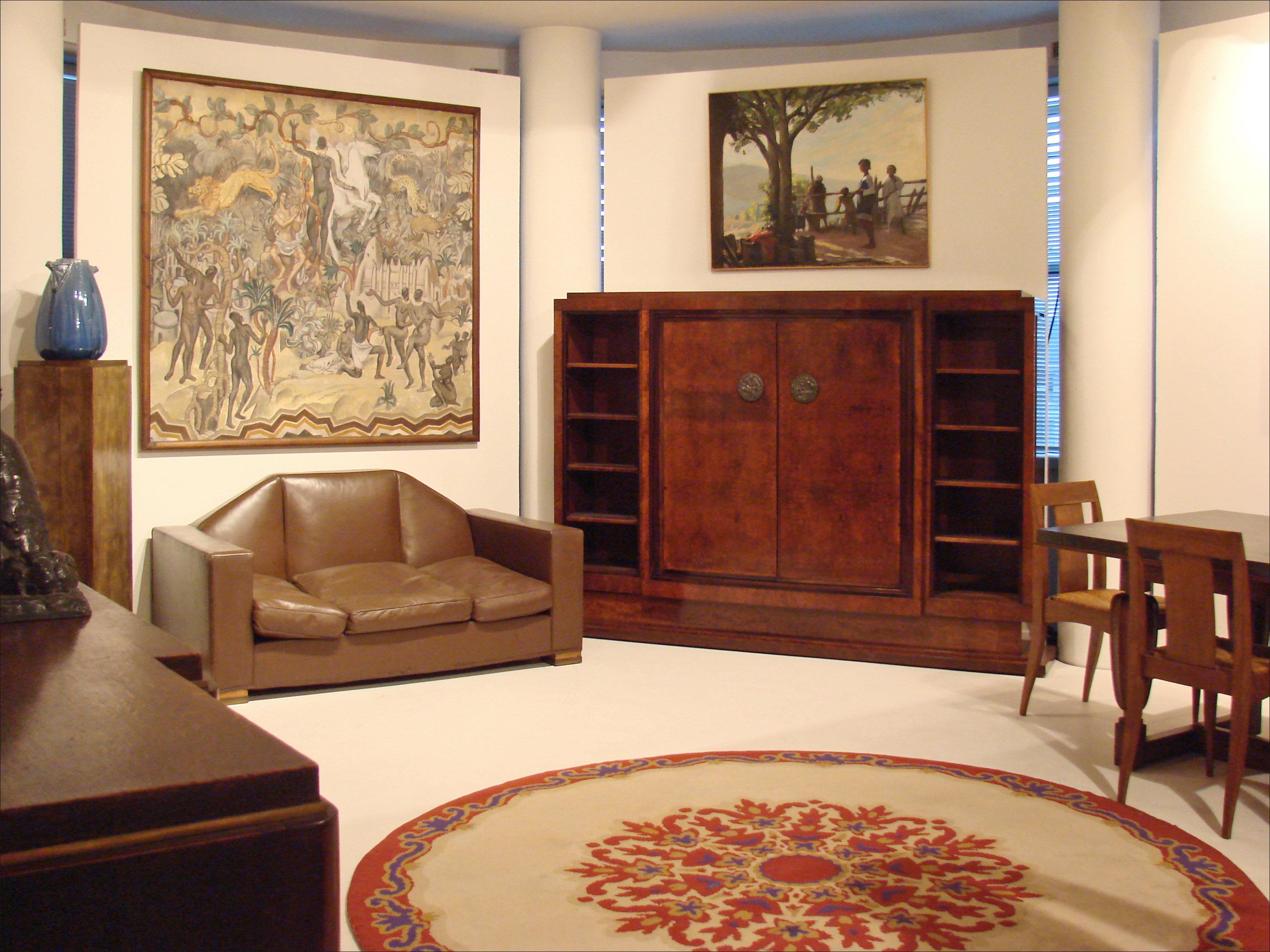
اتاق خانهٔ ژوزف برنارد، در موزهٔ دههٔ سی

## کتابشناسی
- «رولمان- نابغهٔ آرت دکو»، بریون، امانوئل (۲۰۰۱ میلادی)؛ بولون-بیلانکورت: موزهٔ دههٔ سی. (به زبان فرانسوی)
- «فرهنگ‌نامهٔ آرت دکو»، کابان، پیر (۱۹۸۶ میلادی)؛ سوموژی. شابک: ۲-۸۵۰۵۶-۱۷۸-۹. (به زبان فرانسوی)
- «تاریخچهٔ طراحی داخلی»، پیل، جان اف. (۲۰۰۵ میلادی)؛ انتشارات لارنس کینگ. شابک: ۹۷۸-۱-۸۵۶۶۹-۴۱۸-۶. بازبینی شده در ۱۵ مه ۲۰۱۵ میلادی.
- «۱۰۰۰ ساختمان و بنای تاریخی پاریس»، پویسون، میشل (۲۰۰۹ میلادی)؛ پاریگرام. شابک: ۹۷۸-۲-۸۴۰۹۶-۵۳۹-۸. (به زبان فرانسوی)
- «آرت دکو»، تکسیر، سایمون (۲۰۱۹ میلادی)؛ نسخه‌های فرانسه-غربی. شابک: ۹۷۸-۲۷۳۷۳-۸۱۷۲-۰.